# Komunistyczna Partia Nepalu (Zjednoczenie Marksistowsko-Leninowskie)
Komunistyczna Partia Nepalu (Zjednoczenie Marksistowsko-Leninowskie) (nepali  नेपाल कम्युनिष्ट पार्टी (एकीकृत मार्क्सवादी-लेनिनवादी)) – komunistyczna partia w Nepalu.

## Historia
Powstała w 1991 roku. Zwyciężyła w wyborach parlamentarnych w 1994 roku, w następstwie czego powołała rząd mniejszościowy. Premierem z ramienia komunistów został Man Mohan Adhikari. Rząd utrzymał się do 1995 roku. W wyborach 1999 w roku uzyskała 32% głosów.
W wyborach parlamentarnych w 2008 roku zdobyła 18% głosów. Sformowała rząd koalicyjny wraz z Kongresem Nepalskim i Komunistyczną Partią Nepalu (Maoistowską). Premierem został maoista Prachanda. W 2009 roku partia wycofała się z koalicji, co doprowadziło do upadku rządu Prachandy. KPN (ZM-L) zdecydowała się stanąć na czele rządu jedności narodowej, składającego się z 22 (z 24) ugrupowań parlamentarnych. Premierem został komunista Madhav Kumar Nepal. W 2010 roku Nepal podał się do dymisji. W 2011 roku premierem został komunistyczny polityk Jhala Nath Khanal. Rząd Khanala upadł jeszcze w tym samym roku, a partia przeszła do opozycji. W 2013 roku komuniści poparli utworzenie rządu bezpartyjnego premiera Khil Raj Regmi. W 2015 roku premierem ponownie został komunista, był nim Khadga Prasad Sharma Oli sprawujący urząd przez rok.
W 2017 roku wystartowała w wyborach lokalnych, zajęła w nich pierwsze miejsce.
Obecnym sekretarzem generalnym partii jest Khadga Prasad Sharma Oli.

## Ideologia
Powołuje się na leninizm i opowiada się za „wielopartyjną demokracją ludową“. W praktyce jest bliska europejskim centrowym socjaldemokratom.